# Dicaelotus auranticolor
Dicaelotus auranticolor là một loài tò vò trong họ Ichneumonidae.